# Lijst van golfbanen in het Verenigd Koninkrijk
Deze lijst van golfbanen in het Verenigd Koninkrijk geeft een overzicht van golfbanen die gevestigd zijn in het Verenigd Koninkrijk en onderverdeeld zijn in haar vier gebieden met hun eigen lijsten.
- Lijst van golfbanen in Engeland
- Lijst van golfbanen in Noord-Ierland
- Lijst van golfbanen in Schotland
- Lijst van golfbanen in Wales